# 柳梢青
柳梢青，词牌名，又名陇头月、玉水明沙、早春怨、云淡秋空、雨洗元宵等。

## 格律

### 正体
中仄平平，中平中仄，中仄平平。中仄平平，中平中仄，中仄平平。
中平中仄平平，中中仄、平平仄平。中仄平平，中平中仄，中仄平平？

### 变体

#### 一
平仄平平，仄平仄仄，平仄平平。仄仄平平，平平仄仄，平仄平平。
平平仄仄平平，仄仄仄、平平仄平。仄仄平平，平平仄仄，平仄平平。

#### 二
仄平中仄，中中中中，中中中仄。中仄中平，中平中仄，中平平仄。
中平中仄平平，中中仄、中平中仄。中仄中平，中平中仄，中平平仄。

#### 三
平仄平平，仄平仄仄，平平平仄。仄仄平平，仄平平仄，仄平平仄。
平平仄仄平平，平仄仄、平平平仄。仄仄平平，平平仄仄，平平平仄。

#### 四
平平仄仄，平仄平仄，平平平仄。仄仄平平，仄平仄仄，仄平平仄。
平平仄仄平仄，仄仄仄、平平仄仄。仄仄平平，仄平平仄，平平平仄。

#### 五
仄仄平平，平平仄仄，仄仄平平。仄仄平平，仄平平仄，平仄平平。
仄平仄仄平平，仄仄仄平平、平仄平。仄仄平平，仄平平仄，仄仄平平。

#### 六
平仄平平，平平平仄，平平平仄。仄仄平平，仄平仄仄，仄平平仄。
仄平平、仄仄平平，仄仄仄、平平仄仄。仄仄平平，平平仄仄，仄平平仄。

#### 七
平平仄平平仄，仄仄仄、平平仄仄。仄仄平平，平平平仄，仄平平仄。
平平仄仄平平，平仄仄、仄平平仄。仄仄平平，平平平仄，仄平平仄。